# Juncus gymnocarpus
Juncus gymnocarpus är en tågväxtart som beskrevs av Frederick Vernon Coville. Juncus gymnocarpus ingår i släktet tåg, och familjen tågväxter. Inga underarter finns listade i Catalogue of Life.